# 733 a.C.
Il 733 a.C. (DCCXXXIII a.C. in numeri romani) è un anno  dell'VIII secolo a.C.

## Eventi
- Fondazione di Siracusa
- Clidico diventa arconte eponimo decennale di Atene

## Morti
- Mirso, re